# Новоборовці
47°52′6″ пн. ш. 39°30′40″ сх. д. / 47.86833° пн. ш. 39.51111° сх. д.
Новобо́ровці — пункт пропуску через державний кордон України на кордоні з Росією.
Розташований у Луганській області, Свердловський район, неподалік від села Новоборовиці на автошляху місцевого значення. З російського боку розташований пункт пропуску «Алєксєєво-Тузловка», Родіоново-Несвєтайський район, Ростовська область.
Вид пункту пропуску — автомобільний, пішохідний. Статус пункту пропуску — місцевий (з 7.00 до 19.00).
Характер перевезень — пасажирський.
Судячи із відсутності даних на сайті МОЗ, пункт пропуску «Новоборовці» може здійснювати лише радіологічний, митний та прикордонний контроль.
Пункт пропуску «Новоборовці» входить до складу митного посту «Довжанський» Луганської митниці..

## Закриття пункту пропуску
5 червня 2014 року Кабінет Міністрів України з міркувань громадської безпеки та з метою запобігання виникненню загрози життю та здоров'ю населення внаслідок небезпечних подій, які відбуваються на окремих територіях, ухвалив рішення про припинення руху через цей пункт пропуску (а також через сім інших пунктів на російсько-українському кордоні).